# Typhlops
Typhlops is een geslacht van slangen uit de familie wormslangen (Typhlopidae).

## Naam en indeling
De wetenschappelijke naam van het geslacht werd in 1811 voorgesteld door Nicolaus Michael Oppel. Er zijn 20 soorten, inclusief de pas in 2013 beschreven soort Typhlops leptolepis.
De geslachtsnaam Typhlops betekent vrij vertaald 'blindogen'; typlos = blind en ops = oog.

## Verspreiding en habitat
De slangen komen voor in delen van de Caraïben en leven op de eilanden Hispaniola, Cuba, de Bahama's, Puerto Rico en Jamaica. De habitat bestaat uit vochtige tropische en subtropische bossen, zowel in laaglanden als in bergstreken, droge tropische en subtropische bossen en scrublands. Ook in door de mens aangepaste streken zoals weilanden, landelijke tuinen, akkers, plantages en aangetaste bossen kunnen de dieren worden aangetroffen.

## Beschermingsstatus
Door de internationale natuurbeschermingsorganisatie IUCN is aan vijftien soorten een beschermingsstatus toegewezen. Drie soorten worden beschouwd als 'veilig' (Least Concern of LC), twee soorten als 'kwetsbaar' (Vulnerable of VU) en twee soorten als 'gevoelig' (Near Threatened of NT). Zeven soorten worden gezien als 'bedreigd' (Endangered of EN) en de soort Typhlops agoralionis ten slotte staat te boek als 'ernstig bedreigd' (Critically Endangered of CR).

## Soorten
Het geslacht omvat de volgende soorten, met de auteur, het verspreidingsgebied en de beschermingsstatus.
| Naam                  | Auteur                            | Verspreidingsgebied                                                     | Beschermingsstatus |
| --------------------- | --------------------------------- | ----------------------------------------------------------------------- | ------------------ |
| Typhlops agoralionis  | Thomas & Hedges, 2007             | Haïti                                                                   |                    |
| Typhlops capitulatus  | Richmond, 1964                    | Hispaniola                                                              |                    |
| Typhlops eperopeus    | Thomas & Hedges, 2007             | Dominicaanse Republiek                                                  |                    |
| Typhlops gonavensis   | Richmond, 1964                    | Haïti (Île de la Gonâve)                                                |                    |
| Typhlops hectus       | Thomas, 1974                      | Hispaniola (Haïti, Dominicaanse Republiek), Cayemites, Île de la Gonâve |                    |
| Typhlops jamaicensis  | Shaw, 1802                        | Jamaica                                                                 |                    |
| Typhlops leptolepis   | Dominguez, Fong & Iturriaga, 2013 | Cuba                                                                    | Niet geëvalueerd   |
| Typhlops lumbricalis  | Linnaeus, 1758                    | Bahama's                                                                | Niet geëvalueerd   |
| Typhlops oxyrhinus    | Dominguez & Diaz, 2011            | Cuba                                                                    | Niet geëvalueerd   |
| Typhlops pachyrhinus  | Dominguez & Diaz, 2011            | Cuba                                                                    | Niet geëvalueerd   |
| Typhlops proancylops  | Thomas & Hedges, 2007             | Hispaniola                                                              |                    |
| Typhlops pusillus     | Barbour, 1914                     | Hispaniola                                                              |                    |
| Typhlops rostellatus  | Stejneger, 1904                   | Puerto Rico                                                             |                    |
| Typhlops schwartzi    | Thomas, 1989                      | Hispaniola                                                              |                    |
| Typhlops silus        | Legler, 1959                      | Cuba                                                                    | Niet geëvalueerd   |
| Typhlops sulcatus     | Cope, 1868                        | Hispaniola en omliggende eilanden                                       |                    |
| Typhlops sylleptor    | Thomas & Hedges, 2007             | Haïti                                                                   |                    |
| Typhlops syntherus    | Thomas, 1965                      | Hispaniola                                                              |                    |
| Typhlops tetrathyreus | Thomas, 1989                      | Hispaniola                                                              |                    |
| Typhlops titanops     | Thomas, 1989                      | Hispaniola                                                              |                    |